# 仁科克基
仁科 克基（にしな まさき、1982年9月2日 - ）は、日本の俳優、タレント。本名は仁科 正樹（にしな まさき、旧姓：目黒）、旧芸名は目黒 正樹で、現在は仁科克己、仁科克基としている。
京都府京都市西京区出身。松竹エンタテインメント所属、身長：175cm、血液型：B型、堀越高等学校中退。
父は松方弘樹、母は仁科亜季子、元妻は多岐川華子、現在の妻は歯科衛生士で元タレントの西原愛夏である。。

## 来歴・人物
小学5年生だった1994年1月に子役としてデビューし、ドラマ、映画、舞台に出演。日本舞踊家として、「岩井流・岩井久次郎」を襲名している。
2010年1月発売の写真誌フライデーで、タレントの多岐川華子（女優多岐川裕美と阿知波信介の長女）との交際が報じられ、10月5日に婚約を発表。2011年1月11日にグアムにて挙式。同年歌手デビューも果たす。2年後の2012年7月、結婚当初から性格の不一致を感じており、結婚後1年足らずの2011年末に些細な喧嘩をきっかけに双方の不満が衝突し、多岐川が家を出て別居、離婚に向けて協議中の旨が報道された。
2012年10月22日、離婚が正式に成立し、離婚届を役所に提出したと報道された。この離婚は、仁科が、7月2日早朝、多岐川に「おはよう」とLINEを送ったことに対して、LINEで「離婚したい」と返信されたことが発端となっていると報じられた。多岐川は「それは違うんですよ」「メールではないんです」と否定している。
2022年10月10日、歯科衛生士であり当時タレントとして活動していた西原愛夏と再婚し、12月23日に報告。2024年11月18日には第1子が誕生した。

## エピソード
離婚後はバラエティーへの出演が主であり、女性問題をネタにしている。2014年にTBSの『嵐を呼ぶあぶない熟女』に出演した際には、キャバクラ通いが離婚の原因であるとされた。
父である松方弘樹とは、母の仁科亜季子との離婚がきっかけで、以来松方が亡くなるまでの19年間絶縁状態にあり、その結果、松方の死に目に会えなかった上、葬儀にも参列出来ず後悔していると、2017年4月23日放送の『しくじり先生 俺みたいになるな!!』で告白した。
近年は実父・松方の持ち役であった「遠山の金さん」を舞台で演じる等、徐々に活躍の場を広げている。
2021年3月12日、YouTubeに自身初の個人チャンネルを開設した（外部リンクも参照の事）。
2023年6月に、母の仁科亜季子と共に宮崎県日南市にて障害者就労支援施設のフランチャイズ店「ヒカリマーリン」をオープン。

### 親族
- 妻：西原愛夏 - 歯科衛生士、タレント
- 父：松方弘樹 - 俳優（後述の船戸、前田とは義兄弟の関係にあった）
- 母：仁科亜季子 - 女優
- 妹：仁科仁美 - タレント
- 異母兄：目黒大樹 - 俳優
- 異母弟：十枝真沙史 - 俳優

#### 父方親族
- 祖父：近衛十四郎 - 俳優
- 祖母：水川八重子 - 女優
- 叔父：目黒祐樹 - 俳優
- 義叔母：江夏夕子 - 元女優
- 従姉：近衛はな - 女優（目黒祐樹と江夏夕子の娘）

#### 母方親族
- 曾祖父：花柳壽太郎 - 日本舞踊家
- 祖父：十代目岩井半四郎 - 歌舞伎俳優
- 祖母：月城彰子 - 元女優
- 伯母：岩井友見 - 女優
- 義伯父：船戸順 - 俳優
- 叔母：仁科幸子 - 女優
- 義叔父：前田剛 - テレビ朝日映像ディレクター

## 出演

### テレビドラマ
- 大忠臣蔵（1994年1月1日、TBS） - 大石吉千代 役
- 名奉行 遠山の金さん（テレビ朝日）※ 松方弘樹版
  - 第6シリーズ 第3話・第5話・第21話（1994年） - 源太（源太郎）役 ※ 目黒正樹名義
  - 第7シリーズ - 藤吉役
- 家康が最も恐れた男 真田幸村（1998年、テレビ東京） - 真田大助 役
- パーフェクトラブ!（1999年、フジテレビ）
- ほんまもん（2001年、NHK）- 加賀匠 役
- 明智小五郎対怪人二十面相
- 花村大介（2000年、関西テレビ） - 花村孝介 役
- 狂った果実 - 中野雅文 役
- 京都迷宮案内（テレビ朝日）
- 大友宗麟〜心の王国を求めて（2004年、NHK） - 大友義統 役
- ウルトラマンメビウス（2006年 - 2007年、TBS） - アイハラ・リュウ 役
- 金曜プレステージ・奥様は警視総監2
- Q.E.D. 証明終了 第6回（2009年） - 龍門寺猿彦 役
- 造花の蜜（2011年） - 沢野刑事 役
- 土曜ワイド劇場・司法教官・穂高美子4（2015年、テレビ朝日）
- 水戸黄門 第2話「想い繋いだ左馬茶碗」（2017年、BS-TBS） - 田中 役
- 大富豪同心（2019年、NHK） - 伝五郎 役
- 警視庁追跡捜査係-交錯-（2023年、テレビ東京） - 矢田部拓真 役

### バラエティ番組
- 世界ウルルン滞在記 #319「ノルウェーのでっかいタラに…仁科克基が出会った」（2002年4月14日、MBS）
- オールスター感謝祭（2006年）
- あなたが選ぶ ウルトラマンシリーズ宇宙人ベスト20!（2008年）
- オジサンズ11（2008年、日本テレビ）
- フィッシング倶楽部
- ボクらの時代 （2011年、フジテレビ） - 母と妹と3人で出演
- サンデージャポン（不定期出演、TBS）
- しくじり先生 俺みたいになるな!!（2017年4月23日、テレビ朝日） - 先生 役

### 映画
- はつ恋（2000年） - 多々良昭仁 役
- 千里眼（2000年）
- ウルトラシリーズ
  - ウルトラマンコスモスVSウルトラマンジャスティス THE FINAL BATTLE（2003年） - ショウダ リョウジロウ 役
  - ウルトラマンメビウス&ウルトラ兄弟（2006年） - アイハラ・リュウ 役
- デコトラの鷲 会津・喜多方・人情街道!（2004年）
- DEVILMAN（2004年） - 牛久役
- SHINOBI -HEART UNDER BLADE-（2005年） - 柳生十兵衛 役
- Dear Friends（2007年） - バーテンダー 役
- 病葉流れて（2008年）
- ヒカリサス海、ボクノ船（2008年）
- ガチバン エクスペンデット（2013年）
- グレーゾーン（2021年）

### オリジナルビデオ
- 誇り高き野望（2005年） - 高津秀夫 役
- 実録・暴走族 ルート20（2005年） - ルート20三代目リーダー 遠藤京亮 役
- 鬼魄 二代目山口登 完結編（2007年） - 山春組若衆 田上一雄 役
- ウルトラマンメビウス外伝 アーマードダークネス（2008年） - アイハラ・リュウ 役
- 哀憑歌 〜NU-MERI〜（2008年）
- 哀憑歌 〜GUN-KYU〜（2008年）
- 日本極道戦争1,2,3,4,5（2019年 - 2020年） - 神征会相馬組若頭 永井修二 役
- KYOTO BLACK 白い悪魔（2019年）
- KYOTO BLACK 紅い女（2019年） - 刑事 役

### インターネット番組
- 街録ch〜あなたの人生、教えて下さい〜（2021年、YouTube番組）

### CM
- アース製薬・アースノーマット（両親と共演）

### 舞台
- スタンド・バイ・ミー
- 風のなごり〜越中おわら風の盆〜
- ウルトラマンプレミアステージ（2007年5月2日 - 6日、中日劇場）- アイハラ・リュウ 役
- ウルトラマンプレミアステージ2（2008年5月2日 - 6日、中日劇場）- アイハラ・リュウ 役（声の出演のみ）
- ウルトラマンプレミアステージ3（2008年）
- 遠山の金さん 天下を揺るがす女（2021年3月16日 - 3月21日、ザ・ポケット） - 遠山金四郎（遠山左衛門尉景元） 役